# Bad command or file name

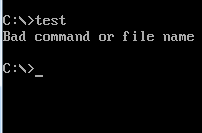
Скриншот ошибки в MS-DOS

«Bad command or file name» — распространенное и неоднозначное сообщение об ошибке в MS-DOS и некоторых других операционных системах.
COMMAND.COM, основной интерфейс MS-DOS, выдаёт это сообщение, когда первое слово команды не может быть интерпретировано. Для MS-DOS это слово должно быть именем внутренней команды, исполняемого файла или пакетного файла, поэтому сообщение об ошибке содержит точное описание проблемы, но легко вводит в заблуждение новичков. Хотя источником ошибки часто была неправильно введенная команда, формулировка создавала впечатление, что файлы, названные более поздними[неизвестный термин] словами, были повреждены или имели недопустимые имена файлов. Позже формулировка сообщения об ошибке была изменена для большей ясности. В Windows NT отображается следующее сообщение об ошибке (где «foo» заменено словом, вызывающим ошибку):

"foo" is not recognized as an internal or external command,
operable program or batch file.
Некоторые ранние оболочки Unix выдавали столь же загадочное сообщение «foo: no such file or directory» по тем же причинам. Большинство современных оболочек выдают сообщение об ошибке, похожее на «foo: command not found».